# Stenskäret (vid Olsön, Malax)
Stenskäret är en ö i Finland. Den ligger i Norra kvarken och i kommunen Malax i den ekonomiska regionen  Vasa i landskapet Österbotten, i den västra delen av landet. Ön ligger omkring 16 kilometer sydväst om Vasa och omkring 360 kilometer nordväst om Helsingfors.
Öns area är 48,7 hektar och dess största längd är 1,4 kilometer i sydöst-nordvästlig riktning. Ön höjer sig omkring 10 meter över havsytan.